# Enzo Robotti
Enzo Robotti (Alessandria, 13 giugno 1935) è un allenatore di calcio ed ex calciatore italiano, di ruolo difensore.

## Carriera

### Giocatore

#### Club
Cresciuto nelle giovanili dell'Alessandria, nel 1952 fu ceduto alla Juventus, inizialmente in prestito. In seguito la formazione torinese lo prestò per una stagione alla Sanremese, prima di far ritorno ai bianconeri nel 1956.

Robotti (accosciato, terzo da destra) nella Roma del 1967-1968

Dopo aver esordito in Serie A con la Juventus, Robotti passò alla Fiorentina, con la quale disputò nove campionati ottenendo, come miglior risultato, tre secondi posti consecutivi fra il 1957 ed il 1960. Inoltre, sempre in maglia viola, vinse la Coppa delle Coppe 1960-1961 battendo in finale i Rangers Glasgow; perse, invece, la finale (ripetuta) nell'edizione successiva contro l'Atlético Madrid. Perse anche le finali di Coppa Italia (nel 1958 contro la Lazio e nel 1960 contro la Juventus), Coppa delle Coppe 1961-1962 e Coppa Mitropa 1965.
Nel 1965 lasciò la maglia viola per accasarsi al neopromosso Brescia, chiudendo tre anni più tardi la sua carriera con la casacca della Roma.

#### Nazionale
In azzurro Robotti disputò 15 incontri, prendendo parte alla spedizione cilena del 1962, nella quale fu, assieme a Sandro Salvadore, l'unico giocatore a prendere parte a tutte e tre le gare disputate dalla Nazionale italiana.

### Allenatore
Iniziò la carriera di allenatore nel 1970 con il Montevarchi, collezionando subito una retrocessione in Serie D. Allenò poi per due anni a Prato, con un sesto ed un quindicesimo posto. Dal 1973 al 1975 allenò il Pisa, dove ottiene un sesto posto ed il primo esonero della sua carriera. Dal 1975 al 1977 fu a Grosseto, per poi passare al Montecatini, che salì dalla Serie D alla Serie C2, ma solamente in seguito alla riforma dei campionati voluta dalla FIGC a partire dalla stagione 1978-1979. Dopo un anno di inattività, riprese dallo Spezia, che retrocesse in Serie C2. Confermato anche per la stagione successiva, venne esonerato in corso d'opera.
Nella stagione 1982-1983 subentrò alla guida del Fano, per poi passare alla Rondinella, con la quale ottenne il miglior risultato della propria carriera nella stagione 1983-1984, un quarto posto in Serie C1. Lasciò la Rondinella nel 1985 in comune accordo con il presidente Ugo Poggi. Nello stesso anno colse l'opportunità di allenare in massima serie l'Avellino, dapprima affiancato da Tomislav Ivić come direttore tecnico e poi come prima guida tecnica, conquistando l'ottava salvezza consecutiva per gli irpini. Nel 1987 si trovò al capezzale di un Cagliari appena retrocesso dalla Serie B, venendo successivamente esonerato. Nella stagione 1988-1989 sostituì a campionato in corso Alberto Mari sulla panchina del Frosinone.

## Statistiche

### Presenze e reti nei club
| Stagione          | Squadra           | Campionato        | Campionato | Campionato | Coppe nazionali | Coppe nazionali | Coppe nazionali | Coppe continentali | Coppe continentali | Coppe continentali | Altre coppe | Altre coppe | Altre coppe | Totale | Totale |
| Stagione          | Squadra           | Comp              | Pres       | Reti       | Comp            | Pres            | Reti            | Comp               | Pres               | Reti               | Comp        | Pres        | Reti        | Pres   | Reti   |
| ----------------- | ----------------- | ----------------- | ---------- | ---------- | --------------- | --------------- | --------------- | ------------------ | ------------------ | ------------------ | ----------- | ----------- | ----------- | ------ | ------ |
| 1955-1956         | Sanremese         | C                 | 31         | 0          | -               | -               | -               | -                  | -                  | -                  | -           | -           | -           | 31     | 0      |
| 1956-1957         | Juventus          | A                 | 15         | 1          | -               | -               | -               | -                  | -                  | -                  | -           | -           | -           | 15     | 1      |
| 1957-1958         | Fiorentina        | A                 | 21         | 0          | CI              | 4               | 0               | -                  | -                  | -                  | -           | -           | -           | 25     | 0      |
| 1958-1959         | Fiorentina        | A                 | 34         | 0          | CI              | 2               | 0               | -                  | -                  | -                  | CA          | 2           | 0           | 38     | 0      |
| 1959-1960         | Fiorentina        | A                 | 22         | 0          | CI              | 3               | 0               | -                  | -                  | -                  | CM+CA       | 2+2         | 0           | 29     | 0      |
| 1960-1961         | Fiorentina        | A                 | 34         | 1          | CI              | 4               | 0               | CdC                | 6                  | 0                  | CdA         | 0           | 0           | 44     | 1      |
| 1961-1962         | Fiorentina        | A                 | 32         | 1          | CI              | 0               | 0               | CdC                | 6                  | 0                  | CM          | 1           | 1           | 39     | 2      |
| 1962-1963         | Fiorentina        | A                 | 27         | 0          | CI              | 1               | 0               | -                  | -                  | -                  | -           | -           | -           | 28     | 0      |
| 1963-1964         | Fiorentina        | A                 | 31         | 0          | CI              | 4               | 0               | -                  | -                  | -                  | CR          | 2           | 0           | 37     | 0      |
| 1964-1965         | Fiorentina        | A                 | 30         | 0          | CI              | 1               | 0               | CdF                | 2                  | 0                  | CM          | 0           | 0           | 33     | 0      |
| Totale Fiorentina | Totale Fiorentina | Totale Fiorentina | 231        | 2          |                 | 19              | 0               |                    | 14                 | 0                  |             | 9           | 1           | 273    | 3      |
| 1965-1966         | Brescia           | A                 | 30         | 1          | CI              | 1               | 0               | -                  | -                  | -                  | -           | -           | -           | 31     | 0      |
| 1966-1967         | Brescia           | A                 | 19         | 0          | CI              | 0               | 0               | -                  | -                  | -                  | CA          | ?           | 0           | 19+    | 0      |
| Totale Brescia    | Totale Brescia    | Totale Brescia    | 49         | 1          |                 | 1               | 0               |                    | -                  | -                  |             | ?           | 0           | 50+    | 1      |
| 1967-1968         | Roma              | A                 | 21         | 0          | CI              | 0               | 0               | -                  | -                  | -                  | CM+CdA      | 1+0         | 0           | 22     | 0      |
| Totale carriera   | Totale carriera   | Totale carriera   | 347        | 4          |                 | 20              | 0               |                    | 14                 | 0                  |             | 10+         | 1           | 391+   | 5      |

### 1Cronologia presenze e reti in nazionale
| Cronologia completa delle presenze e delle reti in nazionale ― Italia | Cronologia completa delle presenze e delle reti in nazionale ― Italia | Cronologia completa delle presenze e delle reti in nazionale ― Italia | Cronologia completa delle presenze e delle reti in nazionale ― Italia | Cronologia completa delle presenze e delle reti in nazionale ― Italia | Cronologia completa delle presenze e delle reti in nazionale ― Italia | Cronologia completa delle presenze e delle reti in nazionale ― Italia | Cronologia completa delle presenze e delle reti in nazionale ― Italia |
| Data                                                                  | Città                                                                 | In casa                                                               | Risultato                                                             | Ospiti                                                                | Competizione                                                          | Reti                                                                  | Note                                                                  |
| --------------------------------------------------------------------- | --------------------------------------------------------------------- | --------------------------------------------------------------------- | --------------------------------------------------------------------- | --------------------------------------------------------------------- | --------------------------------------------------------------------- | --------------------------------------------------------------------- | --------------------------------------------------------------------- |
| 13-12-1958                                                            | Genova                                                                | Italia                                                                | 1 – 1                                                                 | Cecoslovacchia                                                        | Coppa Internazionale                                                  | -                                                                     |                                                                       |
| 28-2-1959                                                             | Roma                                                                  | Italia                                                                | 1 – 1                                                                 | Spagna                                                                | Amichevole                                                            | -                                                                     |                                                                       |
| 6-5-1959                                                              | Londra                                                                | Inghilterra                                                           | 2 – 2                                                                 | Italia                                                                | Amichevole                                                            | -                                                                     |                                                                       |
| 15-6-1961                                                             | Firenze                                                               | Italia                                                                | 4 – 1                                                                 | Argentina                                                             | Amichevole                                                            | -                                                                     |                                                                       |
| 15-10-1961                                                            | Tel Aviv                                                              | Israele                                                               | 2 – 4                                                                 | Italia                                                                | Qual. Mondiali 1962                                                   | -                                                                     |                                                                       |
| 4-11-1961                                                             | Torino                                                                | Italia                                                                | 6 – 0                                                                 | Israele                                                               | Qual. Mondiali 1962                                                   | -                                                                     |                                                                       |
| 31-5-1962                                                             | Santiago del Cile                                                     | Italia                                                                | 0 – 0                                                                 | Germania Ovest                                                        | Mondiali 1962 - 1º turno                                              | -                                                                     |                                                                       |
| 2-6-1962                                                              | Santiago del Cile                                                     | Cile                                                                  | 2 – 0                                                                 | Italia                                                                | Mondiali 1962 - 1º turno                                              | -                                                                     |                                                                       |
| 7-6-1962                                                              | Santiago del Cile                                                     | Italia                                                                | 3 – 0                                                                 | Svizzera                                                              | Mondiali 1962 - 1º turno                                              | -                                                                     |                                                                       |
| 2-12-1962                                                             | Bologna                                                               | Italia                                                                | 6 – 0                                                                 | Turchia                                                               | Qual. Euro 1964                                                       | -                                                                     |                                                                       |
| 14-12-1963                                                            | Torino                                                                | Italia                                                                | 1 – 0                                                                 | Austria                                                               | Amichevole                                                            | -                                                                     |                                                                       |
| 11-4-1964                                                             | Firenze                                                               | Italia                                                                | 0 – 0                                                                 | Cecoslovacchia                                                        | Amichevole                                                            | -                                                                     |                                                                       |
| 10-5-1964                                                             | Losanna                                                               | Svizzera                                                              | 1 – 3                                                                 | Italia                                                                | Amichevole                                                            | -                                                                     |                                                                       |
| 5-12-1964                                                             | Bologna                                                               | Italia                                                                | 3 – 1                                                                 | Danimarca                                                             | Amichevole                                                            | -                                                                     |                                                                       |
| 1-5-1965                                                              | Firenze                                                               | Italia                                                                | 4 – 1                                                                 | Galles                                                                | Amichevole                                                            | -                                                                     |                                                                       |
| Totale                                                                |                                                                       | Presenze                                                              | 15                                                                    |                                                                       | Reti                                                                  | 0                                                                     |                                                                       |

## Palmarès

### Giocatore

#### Club

##### Competizioni nazionali
- Coppa Italia: 1

Fiorentina: 1960-1961

##### Competizioni internazionali
- Coppa delle Coppe: 1

Fiorentina: 1960-1961
- Coppa dell'Amicizia italo-francese: 2

LNP: 1959, 1960
- Coppa delle Alpi: 1

Fiorentina: 1961